# Heinrich I. von Barmstede
Heinrich I. von Barmstede (um 1149) war ein holsteinischer Adliger.

## Leben
Heinrich I. von Barmstede war der Stammvater der Familie von Barmstede, die im 12. und 13. Jahrhundert in den Elbmarschen ansässig war. Er wurde erstmals in einer Urkunde als Zeuge vom 18. September 1149 als „Heinricus advocatus de barmizstide“ erwähnt. In dieser Urkunde übereignete der Herzog Heinrich der Löwe dem Kloster Neumünster Marschländer an der Stör und der Wilsterau. In der Folgezeit zählte man ihn zu den Edelfreien und den „seniores et iudices“ (Älteste und Richter des Landes) in Holstein, die eine Oberschicht des Adels bildeten. Seine Söhne waren Wilbrand, 1175 Ritter, von dem Eckehard (um 1211) und der spätere Bischof Lambert II. von Barmstede († 1228) abstammte, sowie Borchard I., Ritter 1190, von dem die Söhne Borchard II. (circa 1211), Lambert I. (1211), Markquard I. (um 1211) und Heinrich II. († 1240) abstammten. Heinrich II. von Barmstede wurde später die bedeutendste Person der Familie in der Geschichte Südholsteins.